# Veliki Javornik (Bohor)
Veliki Javornik je s 1024 mnm najvišja točka posavskega pogorja Bohor. Travnik leži le dobra 2 km zahodno od Koče na Bohorju ter je zato ena najbolj priljubljenih pohodniških točk v okolici, nanj pa vodi ogromno različnih poti.